# 小笠原国立公園
小笠原国立公園（おがさわらこくりつこうえん）は、東京都の小笠原諸島を中心とした国立公園。指定区域総面積6,629 haは日本の国立公園の中で最小であり、なおかつ公園指定範囲は全て小笠原村内にあり、単一行政単位（市町村）内のみで構成される日本唯一の国立公園である。小笠原諸島のうち立ち入りが制限されている硫黄島と南硫黄島を除く全ての島嶼が指定されている。また、孤立島の沖ノ鳥島と南鳥島は含まれない。

## 沿革
- 1972年10月16日 - 小笠原国立公園として、国立公園に指定される[2]。
- 1975年5月17日 - 南硫黄島が原生自然環境保全地域に指定されたことに伴い公園区域から除外される[3]。
- 2009年11月12日 - 海中公園指定区域追加に加え、希少な生態系の保全対策のため区域が拡大される[4]。

## 火山
西之島、北硫黄島